# Angivillers
Angivillers – miejscowość i gmina we Francji, w regionie Hauts-de-France, w departamencie Oise.
Według danych na rok 1990 gminę zamieszkiwało 181 osób, a gęstość zaludnienia wynosiła 29 osób/km² (wśród 2293 gmin Pikardii Angivillers plasuje się na 816. miejscu pod względem liczby ludności, natomiast pod względem powierzchni na miejscu 760.).